# Yoko Bito
Yoko Arai (en japonés: 新井 陽子, Arai Yōko) (Kawaguchi, Saitama; 13 de diciembre de 1986) es una luchadora profesional retirada japonesa, más conocida por su nombre en el ring de Yoko Bito (en japonés: 美闘 陽子, Bitō Yōko). Debutó inicialmente en diciembre de 2010 para World Wonder Ring Stardom, y muy pronto se convirtió en una de las luchadoras más populares de la promoción, hasta que anunció su retirada de la competición en 2012. Tras cuatro años fuera, Bito regresaba a los combates en junio de 2016 hasta retirarse, definitivamente, en diciembre de 2017.

## Carrera profesional

### World Wonder Ring Stardom y primer retiro (2010–2012)
Bito entró en el dojo de lucha profesional de Stardom en 2010 con una formación en kárate y balonmano. Junto con Mayu Iwatani y Kairi Hojo, formó parte de la primera promoción de la escuela de lucha profesional de Stardom, donde fue entrenada por Fuka. Hizo su debut el 31 de diciembre de 2010, luchando contra Eri Susa a un empate por tiempo límite. El 21 de enero de 2011, en el evento principal del primer show de Stardom, Bito derrotó a Yoshiko para su primera victoria profesional.
Bito convirtió a Stardom en su promoción de origen y, en julio, llegó a la final del torneo para coronar a la primera campeona del World of Stardom Championship, donde perdió ante Nanae Takahashi. En noviembre, Bito formó equipo con Yuzuki Aikawa, su principal rival, para participar en el torneo para coronar a las primeras ganadoras del Goddess of Stardom Championship. En la final, Bito y Aikawa derrotaron a Yoshiko y Natsuki☆Taiyo para convertirse en las campeonas inaugurales.
Bito y Aikawa mantuvieron los campeonatos durante el resto de 2011 y hasta 2012. En agosto de 2012, Bito retó a Aikawa por el Wonder of Stardom Championship, sin éxito para lograrlo. Este sería el último combate de Bito antes de anunciar su retirada en noviembre de ese año, alegando lesiones en el cuello y la espalda y dejando vacante el Campeonato.

### Regreso a Stardom y retiro definitivo (2016–2017)
Después de una ausencia de casi cuatro años de la lucha libre profesional, Bito anunció su regreso al ring en abril de 2016, teniendo su primer combate, de nuevo, el 16 de junio en el Korakuen Hall de Tokio, en el que acabó perdiendo ante su excompañera Kairi Hojo. En agosto, participó en el 5★Star GP 2016, ganando todos sus combates menos uno y empatando en el primer puesto. El 11 de septiembre, Bito derrotó a Kay Lee Ray en un desempate y llegó a la final, donde derrotó a Tessa Blanchard para ganar el torneo. El 10 de octubre, Bito desafió sin éxito a Io Shirai por el World of Stardom Championship. El 11 de noviembre, Bito se asoció con Kairi Hojo para derrotar a Shirai y Mayu Iwatani en la final del Torneo Tag de la Diosa del Estrellato. El 22 de diciembre, Bito se asoció con Kairi Hojo para ganar el Goddess of Stardom Tag Tournament por segunda vez en su carrera, derrotando a Oedo Tai (Kagetsu y Kyoko Kimura). El 15 de enero, Bito y Hojo hicieron su primera defensa exitosa contra Nixon Newell y Kay Lee Ray, pero dejaron caer el título ante Hiroyo Matsumoto y Jungle Kyona el 5 de marzo.
El 23 de septiembre de 2017, Bito derrotó a Mayu Iwatani para ganar por primera vez el Wonder of Stardom Championship, perdió el título ante Io Shirai en su tercera defensa el 19 de noviembre y posteriormente anunció que volvería a retirarse el 24 de diciembre.

## Campeonatos y logros
- Nikkan Sports
  - Joshi Tag Team Award (2011) con Yuzuki Aikawa[18]
- World Wonder Ring Stardom
  - Goddess of Stardom Championship (2 veces) – con Yuzuki Aikawa (1) y Kairi Hojo (2)[19]
  - Wonder of Stardom Championship (1 vez)[16]
  - Goddess of Stardom Tag League (2011, 2016) – con Yuzuki Aikawa (2011) y Kairi Hojo (2016)
  - 5★Star GP (2016)[20]
  - Stardom Year-End Award (3 veces)
    - Best Match Award (2017) vs. Takumi Iroha[21]
    - Best Tag Team Award (2016) con Kairi Hojo[22]
    - Outstanding Performance Award (2011)[23]